# 阮久俊
阮久俊（越南语：／；17世紀—1777年），清華河中府宋山縣人，廣南國政治人物。

## 生平
阮久俊最初以父蔭任典兵，景興三十六年（1775年）跟隨定王阮福淳南下，三十七年（1776年）和掌奇張福慎等人跟隨阮福映討伐柬埔寨不朝貢的國王匿榮，很快對方請降；三十八年（1777年）三月西山朝阮文惠攻打嘉定，他在新政王阮福暘麾下授職內左掌奇副節制，駐守記江，和尊室春、阮大呂抵禦西山軍，其部下皆為新招募無法抵敵，於是在戰事中去世，朝廷追贈都督府掌府事，嘉隆三年（1804年）列祀嘉定顯忠功臣廟，九年（1810年）列祀忠節功臣廟。

## 引用
1. 1 2  《大南列傳前編·卷四》：阮久喬，清化貴縣人……阮久俊，喬五代孫，父局歷官至郡公，俊初以父蔭典兵，乙未春從睿宗皇帝南幸，丙申冬復率兵從我世祖高皇帝平臘有功，丁酉春西賊阮文惠入寇嘉定，步兵潛入上道，俊從新政王禦賊，王乃授俊為內左掌奇副節制，率兵屯記江，與尊室春屯興福、阮大呂屯女僧山以禦賊，賊勢甚銳，俊等兵皆新募不能抵敵，賊乘之，俊與大呂皆歿于陣，尋贈都督府掌府事。嘉隆三年列祀嘉定顯忠功臣廟，九年列祀忠節功臣廟，子定。
2. ↑  《大南實錄前編·卷十二·睿宗孝定皇帝寔錄下》：（丙申十一年十月）匿榮因我國有事不供職貢，我世祖奉上命率副都節制阮久俊、掌奇張福慎等將兵伐之，匿榮請降。……（丁酉十二年三月）賊步兵潛入上道，副節制阮久俊、掌長舵阮大呂俱戰死……